# Stenodyneriellus indicus
Stenodyneriellus indicus är en stekelart som beskrevs av Gusenleitner 1997. Stenodyneriellus indicus ingår i släktet Stenodyneriellus och familjen Eumenidae. Inga underarter finns listade i Catalogue of Life.